# Elecciones al Parlamento de las Islas Baleares de 2015
Las Elecciones al Parlamento de las Islas Baleares de 2015 tuvieron lugar el 24 de mayo de 2015. Fueron las novenas elecciones autonómicas baleares desde la aprobación del estatuto de autonomía en 1983, y sirvieron para renovar los 59 diputados del Parlamento. Dieron paso a la IX Legislatura del período autonómico.

## Antecedentes: las elecciones del 2011

### Candidaturas con representación previa en el Parlamento de las Islas Baleares

#### Partido Popular de las Islas Baleares
- Nombre de la candidatura: Partido Popular.
- Integrantes de la candidatura: Partido Popular de las Islas Baleares (PPIB).
- Cabeza de lista en Formentera: Gabriela Mayans Vennemann
- Cabeza de lista en Ibiza: José Vicente Marí Bosó
- Cabeza de lista en Menorca: Santiago Tadeo Florit
- Cabeza de lista en Mallorca y candidato a la Presidencia: José Ramón Bauzá.

#### Partido Socialista de las Islas Baleares
- Nombre de la candidatura: Partido Socialista Obrero Español.
- Integrantes de la candidatura: Partido Socialista de las Islas Baleares (PSIB-PSOE).
- Cabeza de lista en Formentera: Silvia Tur Ribas (en coalición GxF-PSOE)
- Cabeza de lista en Ibiza: Pilar Costa
- Cabeza de lista en Menorca: María José Camps Orfila.[1]
- Cabeza de lista en Mallorca y candidata a la Presidencia: Francina Armengol.

El PSOE balear celebró el 6 de abril de 2014 elecciones primarias para elegir a su candidato. Tres fueron los miembros del partido que anunciaron su intención de presentarse: Joan Mesquida, exconsejero de Economía durante el primer gobierno de Francesc Antich (1999-2003) y ex director general de la Guardia Civil (2006-2008); Francina Armengol, secretaria general del partido en las islas y expresidenta del Consejo Insular de Mallorca (2007-2011) y Aina Calvo, exalcaldesa de Palma de Mallorca (2007-2011). Sin embargo, Mesquida no consiguió reunir el 10% de avales necesario para concurrir a las primarias y la disputa quedó limitada a las dos últimas aspirantes. Finalmente, en estos comicios internos abiertos a toda la ciudadanía en los que votaron 11.989 personas —la gran mayoría no militantes—, venció Armengol, con 6648 votos (54,58%), mientras que Calvo obtuvo 5341 (45,42%).

#### MÉS
- Nombre de la candidatura: MÉS.
- Integrantes de la candidatura: PSM-Entesa Nacionalista (PSM-EN), Iniciativa Verds-Equo (IV-EQUO), Bloque por Felanich (Bloc), DEMOS +
- Cabeza de lista en Formentera:  no presenta candidatura.
- Cabeza de lista en Ibiza:  no presenta candidatura.
- Cabeza de lista en Menorca:  Nel Martí.[4]
- Cabeza de lista en Mallorca y candidato a la Presidencia: Gabriel Barceló.

La coalición econacionalista MÉS celebró elecciones primarias abiertas a toda la ciudadanía el 15 de noviembre de 2014. En ellas no solo se eligió al candidato a la presidencia del Gobierno sino que también fueron escogidos los candidatos a los consejos insulares y a los municipios así como la composición de las respectivas listas electorales. El sistema era el siguiente; los participantes podían votar hasta nueve de los candidatos que se presentaban a cada institución y, en función del apoyo cosechado por cada uno, se configuraría el orden de la lista. Además, cabe destacar que podían presentarse tanto miembros de la coalición como personas independientes, siempre y cuando reunieran los avales necesarios, mientras que a la hora de votar se diferenció entre hombres y mujeres para luego elaborar la lista mediante el sistema de lista cremallera.
Cerca de 6000 personas votaron en las primarias. El elegido como candidato a la presidencia fue Gabriel Barceló, secretario general del PSM, quien ya lo fue en las elecciones de 2007 y de 2011. Paralelamente es reseñable que tras conocerse los resultados, Joan Lladó, líder de la federación balear de Esquerra Republicana de Catalunya, integrada en la coalición, impugnó el resultado después de quedar relegado al undécimo puesto de la lista. Las acusaciones de pucherazo provocaron una crisis interna en el seno de la coalición que pudo haber provocado la salida de Esquerra Republicana de la misma. Finalmente, la militancia de ERC ratificó la permanencia en MÉS mientras que esta decidió «suspender cautelarmente a Joan Lladó como miembro de la Comisión Ejecutiva».

### Candidaturas sin representación previa en el Parlamento de las Islas Baleares pero sí en otros parlamentos

#### Podemos
- Nombre de la candidatura: Podem Illes.
- Integrantes de la candidatura: Podemos.
- Cabeza de lista en Formentera: Enrique Silva Muñoz.
- Cabeza de lista en Ibiza: Aitor Morrás Alzugaray.
- Cabeza de lista en Menorca: Montserrat Seijas Patiño.
- Cabeza de lista en Mallorca y candidato a la Presidencia: Alberto Jarabo.[8]

#### Izquierda Unida de las Islas Baleares
- Nombre de la candidatura: Guanyem.
- Integrantes de la candidatura: Izquierda Unida de las Islas Baleares (EUIB), Alternativa Socialista (CLI-AS)
- Cabeza de lista en Formentera: no presenta candidatura.
- Cabeza de lista en Ibiza: no presenta candidatura.
- Cabeza de lista en Menorca: Antoni Jesús Carrillos Canto.
- Cabeza de lista en Mallorca y candidato a la Presidencia: Manel Carmona.

El 15 de febrero de 2015 Izquierda Unida de las Islas Baleares inició un proceso de primarias para elegir el candidato a la presidencia del govern, el entonces secretario del partido en Baleares, Manel Carmona fue el único candidato.

#### Ciudadanos - Partido de la Ciudadanía
- Nombre de la candidatura: Ciudadanos - Partido de la Ciudadanía.
- Integrantes de la candidatura: Ciudadanos - Partido de la Ciudadanía (Cs).
- Cabeza de lista en Formentera: no presenta candidatura.
- Cabeza de lista en Ibiza: no presenta candidatura.
- Cabeza de lista en Menorca: José Manuel Morales Bosch (C.ME UPCM).
- Cabeza de lista en Mallorca y candidato a la Presidencia: Xavier Pericay.

En enero de 2015, Ciudadanos - Partido de la Ciudadanía de Baleares dio a conocer oficialmente su junta directiva y confirmó que el partido se presentaría a las elecciones autonómicas y municipales en las principales localidades del archipiélago. Su candidato a la presidencia del gobierno será Xavier Pericay.

#### Unión, Progreso y Democracia
- Nombre de la candidatura: Unión, Progreso y Democracia.
- Integrantes de la candidatura: Unión Progreso y Democracia (UPyD).
- Cabeza de lista en Formentera: no presenta candidatura.
- Cabeza de lista en Ibiza: José Segador Parra.
- Cabeza de lista en Menorca: no presenta candidatura.
- Cabeza de lista en Mallorca y candidata a la Presidencia: Natalia Prieto Risco

UPyD Baleares eligió por Primarias a sus candidatos autonómicos, insulares y municipales el 1 de noviembre de 2014. Juan Antonio Horrach, portavoz de la formación, fue elegido candidato a la presidencia, mientras que en ese mismo proceso se designó a José Segador como número uno al Parlamento por la circunscripción de Ibiza. Tras la renuncia de Horrach, ocupa su lugar la hasta entonces número dos, Natalia Prieto.

### Resto de candidaturas
- Proposta per les Illes Balears (PI): Jaume Font.[13]
  - Cabeza de lista en Menorca: Joan Carles Forcada Moll
  - Cabeza de lista en Ibiza: María del Carmen Tur Ferrer

La formación Proposta per les Illes, de carácter centrista y regionalista, nació el 2 de noviembre de 2012 tras la unión de la Liga Regionalista de las Islas Baleares, Convergència per les Illes, Es Nou Partit de Ibiza, Unió Menorquina, Sud Unificat de la Colònia, Nous Independents Locals, Alianza Liberal de Manacor e Independents de Marratxí. Dichos partidos, algunos de ellos de reciente fundación, ya se presentaron a las elecciones de 2011 por separado pero sin obtener representación a nivel autonómico. Jaume Font será el candidato a la presidencia del Gobierno.
- Esquerra Republicana-Eivissa Sí (ER-EIVISSA SI): Josep Antoni Prats Serra.

- Partit Renovador d’Eivissa i Formentera (PREF): Candido Valladolid Buendia.

- Movimiento Ciudadano EPIC Ibiza: Asunción López Jiménez

- Partido Familia y Vida (PFyV): Tomasa Calvo Sánchez.

- Proyecto Liberal Español (PLIE): Ernesto Gutiérrez Rodríguez.

- Partido Animalista Contra el Maltrato Animal: Josep Moyá Oliver.

- ASI: Rubén Sousa Muñoz.

- Recortes Cero Mallorca: Adrián Minaya González.
  - Menorca: Maria Sánchez Cuadrado

- ECOVIB: Juan Roca Rueda.
- Alternativa Insular: Vicente-Juan Torres Ribas
- MAS Eivissa - Corsaris Democràtics (MEC): Jesús García Rumbo
- Gent per Eivissa: Juan José Cardona Costa
- Guanyem les Illes Balears: Miquel Ramon Juan
- Compromís amb Formentera: Omar Juan Moreno

## Campaña electoral

### Lemas de campaña[14]
- Partido Popular de las Islas Baleares: "Anem per + feina"
- Partido Socialista de las Islas Baleares: "Pel canvi segur"
- MÉS: Indignar-se no basta, demana MÉS
- Podemos: "Es Ara. Canvia'"
- Izquierda Unida de las Islas Baleares: "Units pel canvi. Es l'hora de guanyar"
- Ciudadanos-Partido de la Ciudadanía: "Baleares pide cambio"
- Unión, Progreso y Democracia: "Hechos, no palabras."
- Proposta per les Illes Balears: "Lluita pel que estimes!"

## Encuestas

### Intención de voto
| Fecha                    | Encuestador                                         | PP                  | PSIB-PSOE           | MÉS              | EUIB             | UPyD             | PI               | Podemos            | C's               | Ventaja |
| ------------------------ | --------------------------------------------------- | ------------------- | ------------------- | ---------------- | ---------------- | ---------------- | ---------------- | ------------------ | ----------------- | ------- |
| 16-23 de marzo de 2015   | NC Report                                           | 35,2% 24-25 escaños | 20,3% 14-15 escaños | 6,8% 4-5 escaños | 5,1% 1-2 escaños | 0,8 0 escaños    | 5,1% 2-3 escaños | 12,2% 6-7 escaños  | 12,3% 6-7 escaños | 14,9%   |
| 22 de febrero de 2015    | IBES                                                | 35% 26-27 escaños   | 19% 12-13 escaños   | 8% 3-4 escaños   | 4% 0-1 escaños   | 0 escaños        | 5% 1-3 escaños   | 19% 12-13 escaños  | 5% 0-1 escaños    | 16%     |
| 2015                     |                                                     |                     |                     |                  |                  |                  |                  |                    |                   |         |
| 4 de octubre de 2014     | IBES                                                | 37.2% 27 escaños    | 30.5% 16 escaños    | 4.8% 5 escaños   | 2.3% 0-1 escaños | 3.0% 0-1 escaños | 2.3% 1 escaños   | 12.0% 8-10 escaños | —                 | 6,7%    |
| 28 de junio de 2014      | IBES                                                | 38% 27 escaños      | 21% 15 escaños      | 6 escaños        | 3-4 escaños      | 2 escaños        | 0-1 escaños      | 5 escaños          | —                 | 17%     |
| 25 de mayo de 2014       | Extrapolación de resultados de elecciones europeas  | 27.4% 19 escaños    | 22.0% 18 escaños    | 7.2% 5 escaños   | 8.8% 6 escaños   | 6.7% 5 escaños   | —                | 10.3% 6 escaños    | 2,3% 0 escaños    | 5,4%    |
| 2014                     |                                                     |                     |                     |                  |                  |                  |                  |                    |                   |         |
| 18 de noviembre de 2013  | NC Report                                           | 37.1% 28-29 escaños | 25.2% 19-20 escaños | 6-7 escaños      | 1-2 escaños      | 1-2 escaños      | 1-2 escaños      | —                  | —                 | 11,9%   |
| 30 de junio de 2013      | IBES                                                | 41% 28-29 escaños   | 27% 21 escaños      | 11% 5 escaños    | 6% 2-3 escaños   | 5% 1 escaños     | 4% 1 escaños     | —                  | —                 | 14%     |
| 13 de mayo de 2013       | NC Report                                           | 37.2% 31-32 escaños | 22.8% 19-20 escaños | 8.4% 7-9 escaños | 0 escaños        | 0 escaños        | 0 escaños        | —                  | —                 | 14,4%   |
| 2013                     |                                                     |                     |                     |                  |                  |                  |                  |                    |                   |         |
| 29 de diciembre de 2012  | IBES                                                | 40.7% 28 escaños    | 32.5% 19 escaños    | 10.5% 6 escaños  | 5.9% 2 escaños   | 4.5% 2 escaños   | 7.0% 2 escaños   | —                  | —                 | 8,2%    |
| 18 de junio de 2012      | IBES                                                | 43% 28 escaños      | 25% 16 escaños      | 10% 7 escaños    | 4% 2-3 escaños   | 5% 3 escaños     | 4% 2-3 escaños   | —                  | —                 | 18%     |
| 18 de marzo de 2012      | Gadeso                                              | 39.5% 33 escaños    | 23.0% 19 escaños    | 8.5% 6-7 escaños | 4.5% 0-1 escaños | 0 escaños        | 0 escaños        | —                  | —                 | 16,5%   |
| 2012                     |                                                     |                     |                     |                  |                  |                  |                  |                    |                   |         |
| 20 de noviembre de 2011  | Extrapolación de resultados de elecciones generales | 49.6% 29-30 escaños | 28.9% 17-18 escaños | 7.2% 4-5 escaños | 4.5% 2-3 escaños | 4.2% 2-3 escaños | —                | —                  | —                 | 20,7%   |
| 20 de septiembre de 2011 | IBES                                                | 48% 31 escaños      | 22% 15 escaños      | 11% 7 escaños    | 6% 3 escaños     | 5% 3 escaños     | —                | —                  | —                 | 26%     |
| 22 de mayo de 2011       | Elecciones anteriores                               | 46.7% 35 escaños    | 26.4% 19 escaños    | 8.8% 5 escaños   | 2.3% 0 escaños   | 2.1% 0 escaños   | —                | —                  | —                 | 20,3%   |

## Jornada electoral

### Participación
A lo largo de la jornada se dieron a conocer los datos de participación en las elecciones en dos ocasiones, así como la participación final.
|  | 33,29 % |

|  | 34,79 % |

|  | 46,35 % |

|  | 46,56 % |

|  | 58,72 % |

|  | 58,80 % |

### Escrutinio

#### Resultado autonómico
En las elecciones salieron estos resultados:
| ← Elecciones al Parlamento de las Islas Baleares de 2015 →                                               |                                                       |                      |         |        |         |      |
| Presidente y gobierno                                                                                    | Candidatura                                           | Candidato            | Votos   | %      | Escaños | +/-  |
| - Censo: 711.526 - Votantes: 433.855 (58,72%) - Abstención: 304.971 (41,28%) - Válidos: 431,859 (98,63%) | Partido Popular (PP)                                  | José Ramón Bauzá     | 121.981 | 28,50% | 20      | -15  |
| - Censo: 711.526 - Votantes: 433.855 (58,72%) - Abstención: 304.971 (41,28%) - Válidos: 431,859 (98,63%) | Partido Socialista Obrero Español (PSIB-PSOE)         | Francina Armengol    | 81.073  | 18,94% | 14      | -5 a |
| - Censo: 711.526 - Votantes: 433.855 (58,72%) - Abstención: 304.971 (41,28%) - Válidos: 431,859 (98,63%) | Podemos                                               | Alberto Jarabo       | 62.868  | 14,69% | 10      | +10  |
| - Censo: 711.526 - Votantes: 433.855 (58,72%) - Abstención: 304.971 (41,28%) - Válidos: 431,859 (98,63%) | Més per Mallorca (MÉS)                                | Gabriel Barceló      | 59.069  | 13,80% | 6 b     | +2 c |
| - Censo: 711.526 - Votantes: 433.855 (58,72%) - Abstención: 304.971 (41,28%) - Válidos: 431,859 (98,63%) | Proposta per les Illes (PI)                           | Jaume Font           | 34.060  | 7,96%  | 3       | +3   |
| - Censo: 711.526 - Votantes: 433.855 (58,72%) - Abstención: 304.971 (41,28%) - Válidos: 431,859 (98,63%) | Més per Menorca (MpM)                                 | Joan Manel Martí     | 6.568   | 1,53%  | 3       | +2 e |
| - Censo: 711.526 - Votantes: 433.855 (58,72%) - Abstención: 304.971 (41,28%) - Válidos: 431,859 (98,63%) | Ciudadanos-Partido de la Ciudadanía (C's)             | Xavier Pericay       | 25.317  | 5,92%  | 2       | +2   |
| - Censo: 711.526 - Votantes: 433.855 (58,72%) - Abstención: 304.971 (41,28%) - Válidos: 431,859 (98,63%) | Gent per Formentera + PSOE (GxF + PSOE)               | Silvia Tur           | 2.005   | 0,47%  | 1       | =    |
| - Censo: 711.526 - Votantes: 433.855 (58,72%) - Abstención: 304.971 (41,28%) - Válidos: 431,859 (98,63%) | Guanyem les Illes Balears (GUANYEM)                   | Manel Carmona        | 7.105   | 1,66%  | 0       |      |
| - Censo: 711.526 - Votantes: 433.855 (58,72%) - Abstención: 304.971 (41,28%) - Válidos: 431,859 (98,63%) | Unión Progreso y Democracia (UPyD)                    | Natalia Prieto Risco | 3.816   | 0,89%  | 0       |      |
| - Censo: 711.526 - Votantes: 433.855 (58,72%) - Abstención: 304.971 (41,28%) - Válidos: 431,859 (98,63%) | Partido Antitaurino Contra el Maltrato Animal (PACMA) |                      | 3.467   | 0,81%  | 0       |      |
| - Censo: 711.526 - Votantes: 433.855 (58,72%) - Abstención: 304.971 (41,28%) - Válidos: 431,859 (98,63%) | Ciudadanos de Menorca-UPCM (C.ME-UPCM)                |                      | 1.935   | 0,45%  | 0       |      |
| - Censo: 711.526 - Votantes: 433.855 (58,72%) - Abstención: 304.971 (41,28%) - Válidos: 431,859 (98,63%) | Gente por Ibiza (GxE)                                 |                      | 1.645   | 0,38%  | 0       |      |
| - Censo: 711.526 - Votantes: 433.855 (58,72%) - Abstención: 304.971 (41,28%) - Válidos: 431,859 (98,63%) | Esquerra de Menorca-Esquerra Unida (EM-EU)            |                      | 1.436   | 0,34%  | 0       |      |
| - Censo: 711.526 - Votantes: 433.855 (58,72%) - Abstención: 304.971 (41,28%) - Válidos: 431,859 (98,63%) | Mas Eivissa-Corsaris Democratis (MEC)                 |                      | 1.024   | 0,24%  | 0       |      |
| - Censo: 711.526 - Votantes: 433.855 (58,72%) - Abstención: 304.971 (41,28%) - Válidos: 431,859 (98,63%) | Movimiento Ciudadano EPIC Ibiza (m.c.EPIC)            |                      | 977     | 0,23%  | 0       |      |
| - Censo: 711.526 - Votantes: 433.855 (58,72%) - Abstención: 304.971 (41,28%) - Válidos: 431,859 (98,63%) | Agrupación Social Independiente (ASI)                 |                      | 948     | 0,22%  | 0       |      |
| - Censo: 711.526 - Votantes: 433.855 (58,72%) - Abstención: 304.971 (41,28%) - Válidos: 431,859 (98,63%) | Partido Familia y Vida (PFyV)                         |                      | 919     | 0,21%  | 0       |      |
| - Censo: 711.526 - Votantes: 433.855 (58,72%) - Abstención: 304.971 (41,28%) - Válidos: 431,859 (98,63%) | Recortes Cero                                         |                      | 891     | 0,21%  | 0       |      |
| - Censo: 711.526 - Votantes: 433.855 (58,72%) - Abstención: 304.971 (41,28%) - Válidos: 431,859 (98,63%) | Alternativa Insular (AL-in)                           |                      | 792     | 0,19%  | 0       |      |
| - Censo: 711.526 - Votantes: 433.855 (58,72%) - Abstención: 304.971 (41,28%) - Válidos: 431,859 (98,63%) | Esquerra Republicana-Eivissa Sí (ER-EIVISSA SI)       |                      | 758     | 0,18%  | 0       |      |
| - Censo: 711.526 - Votantes: 433.855 (58,72%) - Abstención: 304.971 (41,28%) - Válidos: 431,859 (98,63%) | Proyecto Liberal Español (P.LI.E)                     |                      | 522     | 0,12%  | 0       |      |
| - Censo: 711.526 - Votantes: 433.855 (58,72%) - Abstención: 304.971 (41,28%) - Válidos: 431,859 (98,63%) | Compromís amb Formentera e                            |                      | 383     | 0,09%  | 0       |      |
| - Censo: 711.526 - Votantes: 433.855 (58,72%) - Abstención: 304.971 (41,28%) - Válidos: 431,859 (98,63%) | Partit Renovador d’Eivissa i Formentera (PREF)        |                      | 374     | 0,09%  | 0       |      |
| - Censo: 711.526 - Votantes: 433.855 (58,72%) - Abstención: 304.971 (41,28%) - Válidos: 431,859 (98,63%) | En blanco                                             | N/A                  | 8.057   | 1,88%  | N/A     | N/A  |
| - Censo: 711.526 - Votantes: 433.855 (58,72%) - Abstención: 304.971 (41,28%) - Válidos: 431,859 (98,63%) | Nulos                                                 | N/A                  | 5.865   | 1,35%  | N/A     | N/A  |

a Respecto a la suma de PSOE-PSIB  y PSOE-Pacte per Eivissa en 2011.
b De ellos, 1 de Iniciativa Verds.
c Respecto a PSM-IV-ExM en 2011.

d Respecto al Partit Socialista de Menorca en 2011.

e Sucesor del Grupo Independientes de Formentera.

### Resultados por circunscripciones
| Circunscripción       | Partido    | Votos   | %      | Diputados | +/- |
| --------------------- | ---------- | ------- | ------ | --- | --- |
| Mallorca 33 diputados | PP         | 156.508 | 46,45% | 19 (José Ramón Bauzá Díaz, Maria Salom Coll, Álvaro Luis Gijón Carrasco, María Nuria Riera Martos, Antoni Pastor Cabrer, Antònia Maria Perelló Jorquera, Carlos Juan Delgado Truyols, Lourdes Bosch Acarreta, José Ignacio Aguiló Fuster, Antonia María Estarellas Torrens, Pere Rotger Llabrés, Margalida Prohens Rigo, Antonio Gómez Pérez, Margalida Serra Cabanellas, Rafael Ángel Bosch Sans, Margarita Isabel Cabrer González, Fernando Rubio Aguiló, Margarita Duran Cabrera y Federico Antonio Sbert Muntaner) | 3   |
| Mallorca 33 diputados | PSIB-PSOE  | 79.551  | 23,61% | 10 (Francesc Antich Oliver, Francesca Lluch Armengol Socías, Lluís Maicas Socías, Lourdes Aguiló Bennàssar, Antonio José Diéguez Seguí, Rosa Maria Alberdi Castell, Vicenç de Paül Thomàs Mulet, Isabel María Oliver Sagreras, Jaime Carbonero Malbertí y María Concepción Obrador Guzmán) | =   |
| Mallorca 33 diputados | PSM-IV-ExM | 36.149  | 10,73% | 4 (Gabriel Barceló Milta, Josefina Santiago Rodríguez, Antoni Alorda Villarrubias y Joana Lluïsa Mascaró Melià) | =   |
| Menorca 13 diputados  | PP         | 17.482  | 46,15% | 8 (Santiago Tadeo Florit, Margarita Raquel Mercadal Camps, Antonio Camps Casasnovas, María Asunción Pons Fullana, José María Camps Buenaventura, María Misericordia Sugrañes Barenys, Alejandro Sanz Benejam y Eulalia Esperanza Llufriu Esteva) | 2   |
| Menorca 13 diputados  | PSIB-PSOE  | 10.255  | 27,07% | 4 (Joana Barceló Martí, Marc Pons Pons, María Cristina Rita Larrucea y Damià Borràs Barber) | 2   |
| Menorca 13 diputados  | PSM        | 3719    | 4,13%  | 1 (Joan Manel Martí Llufriu) | =   |
| Ibiza 12 diputados    | PP         | 20.690  | 49,87% | 8 (Pere Palau Torres, Carmen Castro Gandasegui, María Virtudes Marí Ferrer, Miquel Ángel Jerez Juan, Carolina Torres Cabañero, José Torres Cardona y Catalina Palau Costa) | 2   |
| Ibiza 12 diputados    | PSOE-Pacte | 12.691  | 30,60% | 4 (Francesc Tarrés Marí, Pilar Costa Serra, Joan Boned Roig y Esperança Marí Mayans) | 2   |
| Formentera 1 diputado | PSOE-GxF   | 1900    | 53,99% | 1 (Jaume Ferrer Ribas) | 1   |

#### Resultados por islas
| Provincia  |        |        |        |       |        |        |        |       | Otros  | Dif. | Part.            |
| ---------- | ------ | ------ | ------ | ----- | ------ | ------ | ------ | ----- | ------ | ---- | ---------------- |
| Formentera | 904    | 2005   | n/a    | n/a   | n/a    | n/a    | n/a    | n/a   | 383    |      | 3.542 (52%)      |
| Ibiza      | 14.092 | 10.049 | n/a    | n/a   | 7.397  | 2.452  | n/a    | 716   | 6.937  |      | 43.225 (49,29%)  |
| Menorca    | 11.541 | 8.453  | n/a    | 6.568 | 5.195  | 1.221  | 1.935  | n/a   | 1642   |      | 38.167 (58,40%)  |
| Mallorca   | 95.444 | 62.571 | 59.069 | n/a   | 50.276 | 30.387 | 25.317 | 3.100 | 12.279 |      | 348.923 (60,27%) |
| TOTAL      | 121981 | 83078  | 59.069 | 6.568 | 62868  | 34060  | 27.252 | 3816  | 16622  |      | 433.855 (58,72%) |

##### Isla de Formentera
|  | 52 % |

|  | 48 % |

|  | 56,63 % |

|  | 25,52 % |

|  | 10,81 % |

|  | 92,97 % |

|  | 2,54 % |

|  | 95,51 % |

|  | 4,49 % |

##### Isla de Ibiza
|  | 49,29 % |

|  | 50,71 % |

|  | 33,01 % |

|  | 23,54 % |

|  | 17,33 % |

|  | 5,74 % |

|  | 3,85 % |

|  | 3,20 % |

|  | 2,40 % |

|  | 2,29 % |

|  | 1,86 % |

|  | 1,78 % |

|  | 1,68 % |

|  | 0,88 % |

|  | 96,33 % |

|  | 2,43 % |

|  | 98,76 % |

|  | 1,24 % |

##### Isla de Menorca
|  | 58,40 % |

|  | 41,60 % |

|  | 30,72 % |

|  | 22,50 % |

|  | 17,48 % |

|  | 13,83 % |

|  | 5,15 % |

|  | 3,82 % |

|  | 3,25 % |

|  | 0,55 % |

|  | 97 % |

|  | 2,66 % |

|  | 98,44 % |

|  | 1,56 % |

##### Isla de Mallorca
|  | 60,27 % |

|  | 39,73 % |

|  | 27,72 % |

|  | 18,17 % |

|  | 17,15 % |

|  | 14,60 % |

|  | 8,82 % |

|  | 7,35 % |

|  | 1,67 % |

|  | 1,01 % |

|  | 0,90 % |

|  | 0,28 % |

|  | 0,27 % |

|  | 0,55 % |

|  | 0,15 % |

|  | 97 % |

|  | 1,69 % |

|  | 98,69 % |

|  | 1,31 % |

### Diputados electos
Tras estos resultados, la Junta Electoral de las Islas Baleares proclamó, como diputados del Parlamento de las Islas Baleares para la legislatura 2015-2019, a los siguientes candidatos:
| ← Elecciones al Parlamento de las Islas Baleares de 2015 → Diputados electos |                                                      |            |       |         |          |
| Partido político                                                             | Partido político                                     | Formentera | Ibiza | Menorca | Mallorca |
|                                                                              | Partido Popular de las Islas Baleares (PPIB)         |            |       |         |          |
|                                                                              | Partido Socialista de las Islas Baleares (PSIB-PSOE) |            |       |         |          |
|                                                                              | MÉS                                                  |            |       |         |          |

## Investidura de los nuevos cargos

### Constitución del Parlamento y elección de sus órganos de gobierno
Cuando se constituya el nuevo Parlamento de las Islas Baleares, en junio de 2015, los grupos políticos elegirán a sus representantes en la Mesa del Parlamento, incluido el Presidente del Parlamento de las Islas Baleares, así como los miembros de las comisiones y delegaciones parlamentarias.
| Órganos políticos de la IX Legislatura            |           |                                 |
| Cargo                                             | Partido   | Titular                         |
| Presidente/a del Parlamento de las Islas Baleares | Podemos   | María Consuelo Huerta Calatayud |
| Vicepresidente/a primero/a                        | PSIB-PSOE | Vicenç Thomás Mulet             |
| Vicepresidente/a segundo/a                        | PP        | Maria Salom Coll                |
| Secretario/a primero/a                            | MÉS       | Joana Aina Camponar Orell       |
| Secretario/a segundo/a                            | PP        | Miquel Angel Jerez Juan         |
| Portavoz del Grupo Popular                        | PPIB      | Margarita Prohens Rigo          |
| Portavoz del Grupo Socialista                     | PSIB-PSOE | Pilar Costa                     |
| Portavoz del Grupo Més per Mallorca               | MÉS       | David Abril                     |
| Portavoz del Grupo Més per Menorca                | MpM       | Nel Martí                       |
| Portavoz del Grupo Podem Illes Balears            | Podemos   | Laura Camargo Fernández         |
| Portavoz del Grupo Proposta per les Illes         | PI        | Jaume Font                      |
| Portavoz del Grupo Mixto                          | GxF       | Silvia Tur                      |
| Fuente: Parlamento de las Islas Baleares          |           |                                 |

### Elección e investidura de la presidenta de las Islas Baleares
La votación para la investidura de la presidenta de las Islas Baleares en el Parlamento tuvo el siguiente resultado:
| Candidato                     | Fecha                                                   | Voto       |    |    |    |   | El PI |   | GxF | Total |
| ----------------------------- | ------------------------------------------------------- | ---------- | -- | -- | -- | - | ----- | - | --- | ----- |
| Francina Armengol (PSIB-PSOE) | 30 de junio de 2015 Mayoría requerida: Absoluta (30/59) | Sí         |    | 14 | 10 | 9 |       |   | 1   | 34/59 |
| Francina Armengol (PSIB-PSOE) | 30 de junio de 2015 Mayoría requerida: Absoluta (30/59) | No         | 20 |    |    |   |       | 2 |     | 22/59 |
| Francina Armengol (PSIB-PSOE) | 30 de junio de 2015 Mayoría requerida: Absoluta (30/59) | Abstención |    |    |    |   | 3     |   |     | 3/59  |